# سفارة فرنسا في بوتسوانا
سفارة فرنسا في بوتسوانا هي أرفع تمثيل دبلوماسي لدولة فرنسا لدى بوتسوانا. تقع السفارة في غابورون وهي تهدف لتعزيز المصالح الفرنسية في بوتسوانا.

## وصلات خارجية
- الموقع الرسمي
- قائمة سفارات فرنسا
- قائمة السفارات في بوتسوانا